# Teorema di Tijdeman
In teoria dei numeri, il teorema di Tijdeman afferma che esistono al più un numero finito di coppie di potenze consecutive. In altri termini, l'insieme delle soluzioni in {\displaystyle x}, {\displaystyle y}, {\displaystyle n}, {\displaystyle m} dell'equazione diofantea esponenziale
{\displaystyle y^{m}=x^{n}+1},
con gli esponenti n ed m maggiori di 1, è finito. 
Il teorema fu dimostrato dal teorico dei numeri olandese Robert Tijdeman nel 1976, e fornì un grande slancio per la ricerca di una dimostrazione della congettura di Catalan, conclusasi con Preda Mihăilescu. Il teorema di Mihăilescu afferma che esiste una sola soluzione, ossia {\displaystyle 3^{2}=2^{3}+1}.
La condizione che le potenze siano consecutive è essenziale per la dimostrazione di Tijdeman; il problema più generale di determinare il numero di soluzioni di
{\displaystyle y^{m}=x^{n}+k},
con {\displaystyle n} ed {\displaystyle m} maggiori di 1 e {\displaystyle k} intero positivo, è ancora irrisolto. Si congettura che il numero di soluzioni sia finito per ogni {\displaystyle k}; ad esempio, la sua finitezza sarebbe una conseguenza della congettura abc.